# حباك بوكاجي
حباك بوكاجي (الاسم العلمي: Ploceus temporalis) نوع من الطيور الصغيرة من فصيلة الحباك، متوطن في أنغولا، جمهورية الكونغو الديمقراطية وزامبيا.